# Maja Ratkje

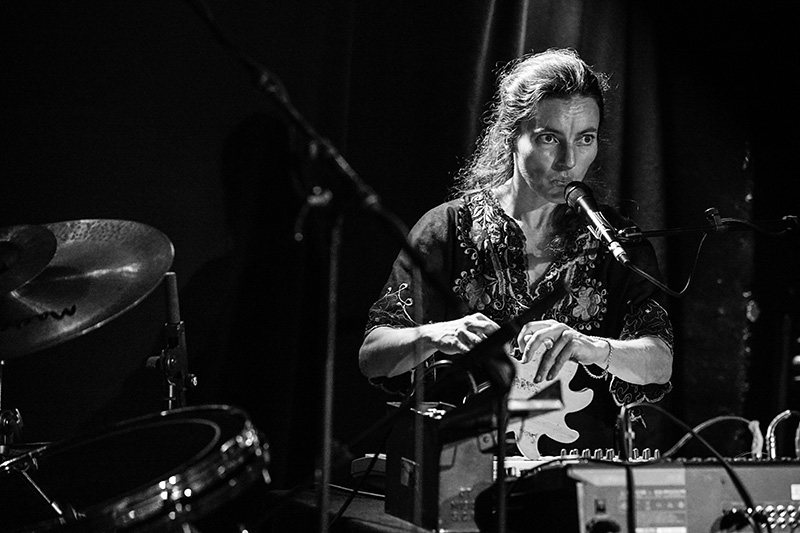
Maja Ratkje in Aarhus, Denemarken, augustus 2018

Maja Solveig Kjelstrup Ratkje (Trondheim, 29 december 1973) is een Noorse zangeres en componist.
Ratkje studeerde af aan de Noorse muziekacademie in het jaar 2000. Daarnaast studeerde ze onder anderen bij Louis Andriessen.
Ratkje is lid van de improvisatiegroep SPUNK en Agrare, een groep bestaande uit het noise-duo Fe-mail en de Zweedse danseres Lotta Melin. Verder werkte ze samen met onder anderen Jaap Blonk.
In 2004, tijdens het Klarafestival (Festival van Vlaanderen) in de Beursschouwburg, speelde Ratkje de muziektheaterproductie De tenen van God, met tekst van Rick de Leeuw.